# سفارة سوريا في موسكو
سفارة الجمهورية العربية السورية في موسكو (بالروسية: Посольство Сирийской Арабской Республики в Москве) هي البعثة الدبلوماسية للجمهورية العربية السورية في روسيا الإتحادية. يقع مبنى السفارة في 4 جادة مانسوروفسكي (بالروسية: Мансуровский пер., 4) ضمن حي خاموفنيكي في موسكو المبنى من تصميم ألكساندر زيلينكو [الإنجليزية] في العام 1910.